# Jean Pierre de Crouzas
Jean Pierre de Crouzas (Losanna, 13 aprile 1663 – Losanna, maggio 1750) è stato un filosofo e matematico svizzero, appartenente ad una nobile famiglia.

## Biografia
Apprese l'arte militare nei primi anni. Dopo la lettura degli scritti di Cartesio, si applicò alla filosofia, ma studiò anche matematica. Fece viaggi a Ginevra, nei Paesi Bassi e in Francia, a Parigi conobbe Nicolas Malebranche e Michel Le Vassor. Ritornò poi nella sua patria, a Berna, dove ebbe la cattedra di lingua ebraica nel 1691 e divenne professore di greco e filosofia nel 1699.
Nel 1706 e nel 1722 divenne Rettore dell'Accademia di Losanna. Fu professore di matematica e filosofia a Groninga nel 1724. Nel 1726 fu nominato associato Estero dell'Académie Royale des Sciences di Parigi. Nello stesso anno divenne aio del principe Frédéric II de Hesse-Cassel, nipote del Re di Svezia e mantenne questo incarico fino al 1732. Nel 1732 il Re di Svezia lo fece consigliere delle sue ambasciate. Nel 1735 divenne membro dell'Académie Royale des Sciences di Bordeaux. Nel 1737 ebbe una cattedra di filosofia a Losanna, dove morì nel maggio 1750.

## Alcune opere
- Sistema di riflessioni, che possono contribuire alla nettezza ed all'estensione delle nostre cognizioni, o sia nuovo saggio di Logica (Amsterdam, 1712)
- Trattato del Bello
- Trattato dell'educazione de' figliuoli
- Esame del Trattato della libertà di pensare (1718)
- Esame del Pirronismo antico e moderno
- Commentaire sur l'analyse des infiniment petits (1721)
- Examen de l'essai de Monsieur Pope sur l'homme

Inoltre scrisse molti Sermoni sulla verità della Religione Cristiana, Opere diverse, molti trattati di fisica e di matematica.